# ریتزانی د اکر
ریزانی دو اچر (انگلیسی: Rizzani de Eccher) شرکت ساخت‌وساز ایتالیایی است، که در سال ۱۸۳۱ تأسیس شد.